# Волт Дісней
Вóлтер Елáяс Діснéй (англ. Walter Elias Disney, 5 грудня 1901 — 15 грудня 1966), більш відомий як Волт Дісней або Уолт Дісней — американський художник-мультиплікатор, кінопродюсер, актор озвучування та підприємець. Піонер американської індустрії мультиплікації, який впровадив низку інновацій у виробництво мультфільмів. Як кінопродюсер, Дісней встановив рекорд за кількістю отриманих премій «Оскар»: 22 нагороди, а також за кількістю номінацій на цю премію для однієї особи — 59. Крім того, він був удостоєний двох спеціальних «Золотих глобусів» за особливі досягнення та премії «Еммі». Кілька його робіт були включені до Національного реєстру фільмів Бібліотеки Конгресу, а Американський інститут кіномистецтва визнав їх одними з найкращих фільмів в історії кінематографу[⇨].
Волт Дісней народився 1901 року в Чикаго і з раннього віку проявляв інтерес до малювання. У дитинстві він відвідував уроки мистецтва, а у 18 років почав працювати рекламним ілюстратором[⇨]. На початку 1920-х він переїхав до Каліфорнії, де разом із братом Роєм заснував студію Disney Brothers Studio (нині відому як The Walt Disney Company)[⇨]. 1928 року Волт Дісней спільно з художником Абом Айверксом створив персонажа Мікі Мауса, який став його першим значним успіхом. У перші роки Дісней сам озвучував цього персонажа. Із розширенням студії він почав активно впроваджувати новаторські технології: синхронний звук, повнокольорову трисмугову технологію «Техніколор», повнометражні мультфільми та технічні вдосконалення кінокамер[⇨]. Ці інновації знайшли відображення у таких роботах, як «Білосніжка і семеро гномів» (1937), «Піноккіо», «Фантазія» (обидва 1940), «Дамбо» (1941) і «Бембі» (1942), що сприяли розвитку анімаційного кіно[⇨]. Після Другої світової війни студія Діснея продовжила створювати нові мультфільми та художні фільми, зокрема успішні «Попелюшка» (1950), «Спляча красуня» (1959) і «Мері Поппінс» (1964), останній з яких отримав п'ять «Оскарів»[⇨].
У липні 1955 року Волт Дісней відкрив парк розваг Діснейленд в Анагаймі, Каліфорнія. Для фінансування цього проєкту він розширив свою діяльність, почавши співпрацю з телебаченням і запустивши телепрограми «Діснейленд Волта Діснея» та «Клуб Мікі Мауса». Він також долучився до організації Зимових Олімпійських ігор 1960 року та Всесвітньої виставки 1964 року в Нью-Йорку. 1965 року Дісней почав розробку другого парку розваг — Дісней Ворлд у Флориді, центральною ідеєю проєкту стало створення міста нового типу під назвою «Експериментальна прототипна спільнота майбутнього» (EPCOT). Проте він не встиг завершити проєкт через смерть у 1966 році.[⇨]. Протягом усього життя Волт Дісней був завзятим курцем, що зрештою спричинило його смерть від раку легенів[⇨].
У приватному житті Волт Дісней був сором'язливою, скромною та невпевненою людиною, хоча на публіці створив образ теплого і відвертого чоловіка. Він мав високі стандарти та великі очікування від своїх співробітників[⇨]. Діснея неодноразово звинувачували в расизмі або антисемітизмі, проте багато його знайомих ці звинувачення заперечували. Оцінки його діяльності в історіографії залишаються суперечливими: одні вважають його постачальником американських патріотичних цінностей, інші — представником американського культурного імперіалізму. Дісней вважається одним із найвпливовіших культурних діячів XX сторіччя та залишається важливою постаттю в історії анімації та культури США, де його визнали національною культурною іконою. Його фільми продовжують транслювати та адаптувати, а створені ним парки розваг значно збільшилися в розмірах і кількості по всьому світу. Його компанія перетворилася на один із найбільших у світі медіа- та розважальних конгломератів[⇨].

## Раннє життя

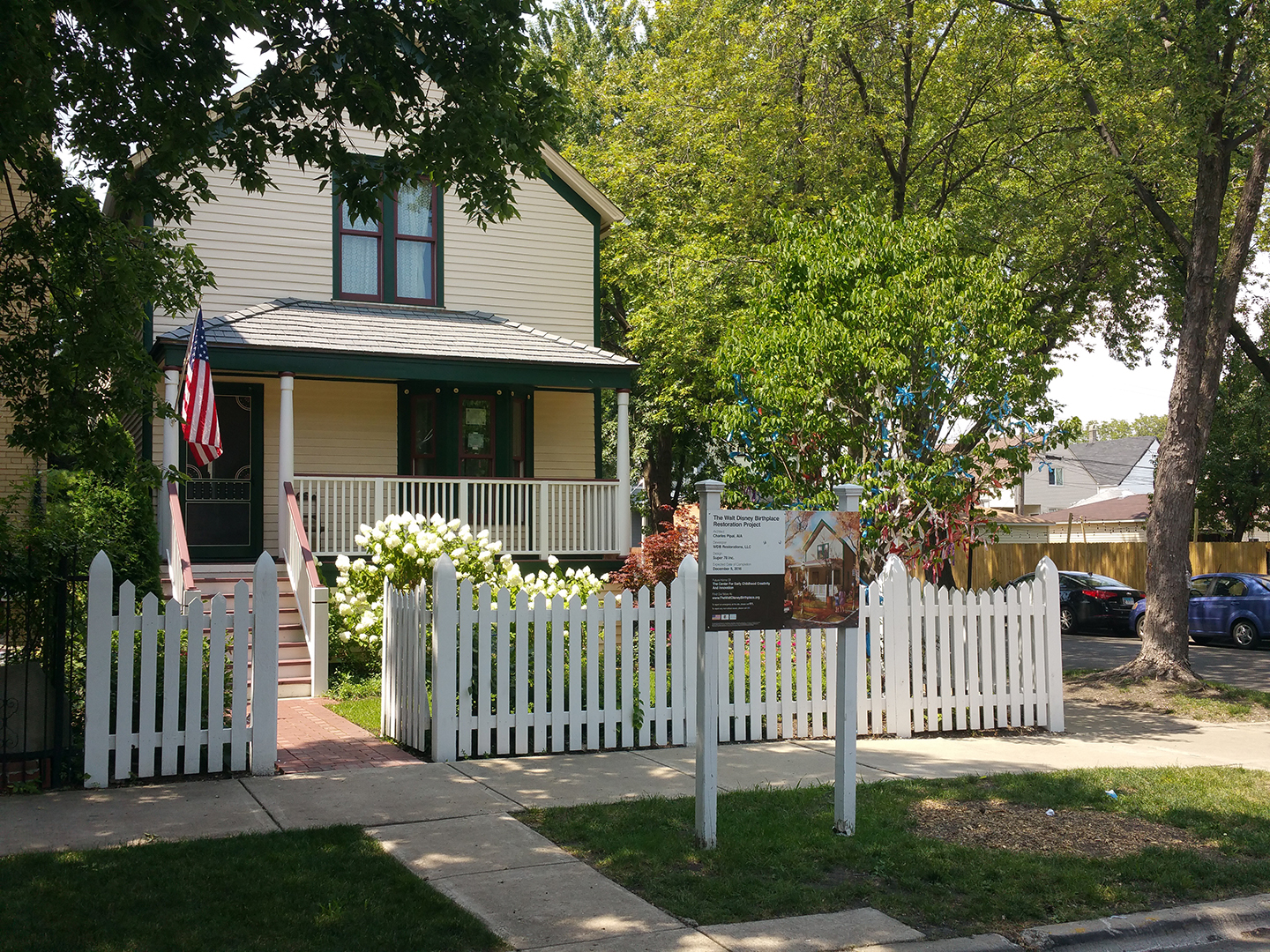
Родинний будинок Діснеїв у Чикаго

Волтер Дісней народився 5 грудня 1901 року на Норт-Тріпп-авеню, 1249, у районі Гермоса в Чикаго. Він був четвертим сином Елаяса Діснея, канадця ірландського походження, та Флори Дісней (в дівоцтві Колл), американки німецького та англійського походження. Крім Волтера, Елаяс і Флора мали ще трьох синів: Герберта, Реймонда і Роя, а в грудні 1903 року у пари народилася донька Рут. 1906 року, коли Волту було чотири роки, сім'я переїхала на ферму в Марселіні, штат Міссурі, де його дядько Роберт щойно купив землю. У Марселіні хлопчик розвинув інтерес до малювання, коли йому заплатили за малюнок коня місцевого лікаря-пенсіонера. Елаяс був підписником газети Appeal to Reason, тож Волтер вправлявся в малюванні, копіюючи карикатури Раяна Вокера на перших шпальтах. Також він почав вчитися працювати з аквареллю та крейдою. Діснеї жили біля залізничної лінії Атчісон, Топіка і Санта-Фе, через що їхній молодший син полюбив потяги. Наприкінці 1909 року Волтер і його молодша сестра Рут одночасно пішли в школу в Марселіні. Члени родини Діснеїв були активними прихожанами Конґреґаціоналістської церкви.
У 1911 році сім'я переїхала в Канзас-Сіті, Міссурі. Там Дісней відвідував середню школу Бентона, де потоваришував зі своїм однокласником Волтером Пфайффером, який походив із родини шанувальників театру і познайомив хлопця зі світом водевілів і кіно. Незабаром Дісней проводив більше часу в будинку Пфайфферів, ніж удома. Елаяс придбав маршрут доставки газет «Канзас-Сіті стар» і «Канзас-Сіті таймс». Волт і його брат Рой щоранку прокидалися о 4:30, щоб доставити «Таймс», після чого йшли до школи, а після неї повторювали маршрут з вечірньою «Стар». Розклад був виснажливим, тож Дісней нерідко засинав на уроках, через що часто отримував погані оцінки, але продовжував розвозити газети понад шість років. Крім того, він ходив на суботні курси в Інституті мистецтв Канзас-Сіті, а також заочно відвідував заняття з карикатури.
У 1917 році Елаяс придбав акції чиказького виробника желе O-Zell Company і разом із родиною повернувся до міста. Дісней вступив до середньої школи Мак-Кінлі і став карикатуристом шкільної газети, малюючи патріотичні картини про Першу світову війну; також він відвідував вечірні курси в Чиказькій академії образотворчих мистецтв. У середині 1918 року Волтер намагався вступити до лав армії США, щоб воювати з німцями, але йому відмовили через надто молодий вік. Підробивши дату народження у свідоцтві, він у вересні 1918 року влаштувався водієм швидкої допомоги до Червоного Хреста. Діснея відправили до Франції, але прибув він лише в листопаді, після підписання перемир'я. Для прикраси він малював карикатури на боці своєї машини та опублікував деякі роботи в армійській газеті Stars and Stripes. Волт повернувся до Канзас-Сіті в жовтні 1919 року, де працював учнем художника в комерційній художній студії Pesmen-Rubin, малюючи комерційні ілюстрації для реклами, театральних програм і каталогів. Там же він подружився зі своїм колегою Абом Айверксом.

## Кар'єра

### 1920—1928: Рання кар'єра

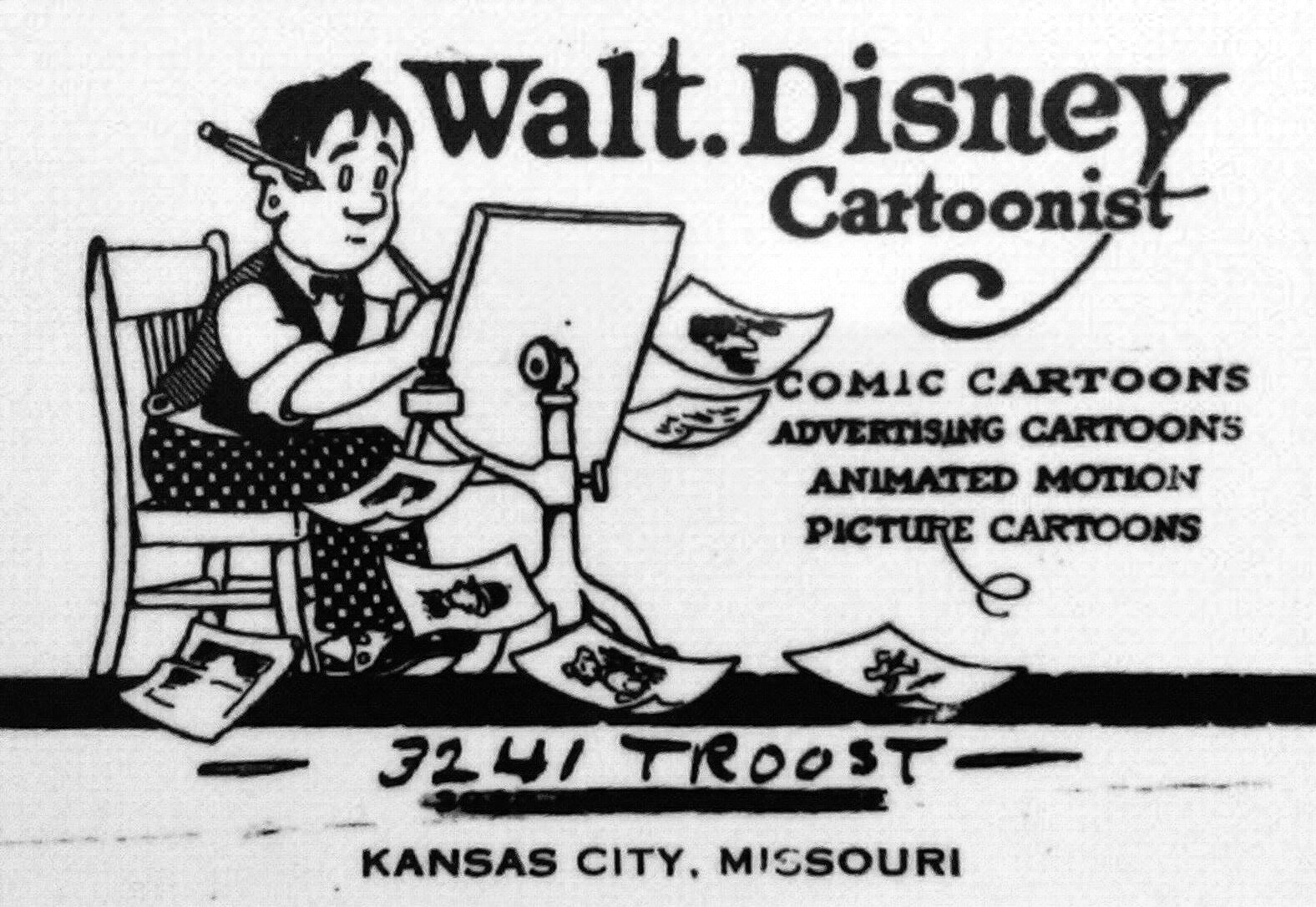
Діловий конверт Волта Діснея з автопортретом,

У січні 1920 року через зниження доходів компанії Pesmen-Rubin 18-річний Волт Дісней та Аб Айверкс були звільнені. Вони започаткували власну недовговічну компанію Iwerks-Disney Commercial Artists. Не змігши залучити достатньо клієнтів, вони вирішили, що Дісней тимчасово залишить компанію, щоб заробити гроші в Kansas City Film Ad Company під керівництвом А. В. Коґера. Наступного місяця Айверкс, який не міг самостійно вести бізнес, приєднався до нього. Ця компанія займалася створенням рекламних роликів, використовуючи техніку перекладної анімації. Дісней зацікавився мультиплікацією, однак надавав перевагу мальованим мультфільмам, таким як «Матт і Джефф» і «З чорнильниці». За допомогою позиченої книги з анімації та камери він почав експериментувати вдома. Хлопець дійшов висновку, що мальована анімація є перспективнішою, ніж метод вирізання. Не зумівши переконати Коґера спробувати новий метод, Дісней відкрив новий бізнес разом із колегою з Film Ad Company Фредом Гарманом. Їхнім головним клієнтом був місцевий театр Ньюмена, а створені ними короткометражні мультфільми продавалися під назвою «Newman's Laugh-O-Grams». Моделлю для Діснея були «Байки Езопа» Пола Террі, а перші шість мультфільмів «Laugh-O-Grams» були осучасненими казками.
У травні 1921 року успіх «Laugh-O-Grams» призвів до заснування студії Laugh-O-Gram Studio, для роботи в якій Дісней найняв нових аніматорів, зокрема брата Фреда Хармана Г’ю, Рудольфа Ізінга та Айверкса. Мультфільми Laugh-O-Grams не приносили достатнього доходу, щоб підтримувати платоспроможність компанії, тому Дісней започаткував виробництво мультфільму «Дивокрай Аліси», заснованого на казці «Аліса у Дивокраї», який поєднував ігрову постановку з анімацією, а головну роль виконала Вірджинія Девіс. Проте 12,5-хвилинний, однобарабанний мультфільм вийшов надто пізно, щоб запобігти банкрутству Laugh-O-Gram у 1923 році.
У липні 1923 року Дісней у віці 21 року переїхав до Голлівуду. Хоча Нью-Йорк був центром анімаційної індустрії, Волт вирішив переїхати до Лос-Анджелеса. Це рішення було зумовлене тим, що його брат Рой проходив там лікування після туберкульозу, а також бажанням Волта стати кінорежисером.  Зусилля Діснея продати «Дивокрай Аліси» зазнавали невдачі, допоки він не отримав повідомлення від нью-йоркського дистриб'ютора Маргарет Вінклер. Вона втрачала права на мультсеріали «З чорнильниці» та «Кіт Фелікс» і потребувала нового проєкту. У жовтні вони підписали контракт на шість «Комедій Аліси» з можливістю створення ще двох мультсеріалів по шість епізодів кожний. Для виробництва мультфільмів Волт і Рой заснували Disney Brothers Studio, яку пізніше перейменували на The Walt Disney Company. Вони переконали Девіс та її родину переїхати до Голлівуду, щоб продовжити співпрацю — дівчина за контрактом отримувала 100 доларів на місяць. У липні 1924 року Дісней також найняв Айверкса, переконавши його перебратися з Канзас-Сіті до Голлівуду. 1926 року була заснована перша офіційна студія Діснея — Walt Disney Studio — за адресою Гіперіон-авеню, 2725; будівлю було знесено в 1940 році.
1926 року роль Вінклер у розповсюдженні «Аліси» поступово перейшла до її чоловіка-кінопродюсера Чарльза Мінтца, хоча стосунки між ним і Діснеєм іноді були напруженими. Мультсеріал тривав до липня 1927 року, до того часу Дісней почав втомлюватися від нього і захотів відійти від змішаного формату до повної анімації. Після того, як Мінтц запросив новий матеріал для розповсюдження через Universal Pictures, Дісней та Айверкс створили Щасливого кролика Освальда, якого Волт хотів зробити «бадьорим, пильним, зухвалим і ризикованим, а також охайним і підтягнутим».
У лютому 1928 року Дісней сподівався домовитися про більший гонорар за виробництво мультсеріалу про Освальда, але виявив, що Мінтц хоче зменшити виплати. Продюсер також переконав багатьох залучених художників працювати безпосередньо на нього, зокрема Гармана, Ізінга, Кармена Максвелла та Фріза Фрілінга. Крім того, Дісней дізнався, що права інтелектуальної власності на Освальда належать Universal. Мінтц погрожував заснувати власну студію та самостійно виробляти мультфільми, якщо Дісней відмовиться прийняти зменшення зарплати. Той відхилив ультиматум і втратив більшу частину свого персоналу, крім Айверкса, який вирішив залишитися з ним.

### 1928—1934: Мікі Маус та подальший успіх
Щоб замінити Освальда, Дісней і Айверкс розробили Мікі Мауса, можливо, натхненного домашньою мишею, яку Дісней прихистив під час роботи в студії Laugh-O-Gram, хоча справжнє походження персонажа невідоме. Спочатку Волт обрав ім'я «Мортімер Маус», але його дружина Ліліан вважала такий варіант надто помпезним і запропонувала замість нього «Мікі». Айверкс переробив попередні ескізи колеги, щоб полегшити анімацію персонажа. Дісней, який почав дистанціюватися від процесу мультиплікації, озвучував Мікі до 1947 року. За словами одного співробітника студії, «Аб створив зовнішність Мікі, але Волт надав йому душу».
Мікі Маус вперше з'явився в травні 1928 року на тестовому показі короткометражного мультфільму «Божевільний літак», але проєкт (як і друга картина з героєм «Галопом на страусі») не зміг знайти дистриб'ютора. Після сенсаційної прем'єри першого звукового фільму «Співак джазу» 1927 року, Дісней використав синхронний звук у короткометражці «Пароплавчик Віллі», яка в підсумку стала першим звуковий мультфільмом, до якого звукова доріжка була додана після зйомок. Після завершення анімації Disney підписала контракт з колишнім керівником Universal Pictures Петом Паверсом на використання системи запису «Powers Cinephone»; Cinephone став новим дистриб'ютором ранніх звукових мультфільмів Disney, які незабаром набули популярності.

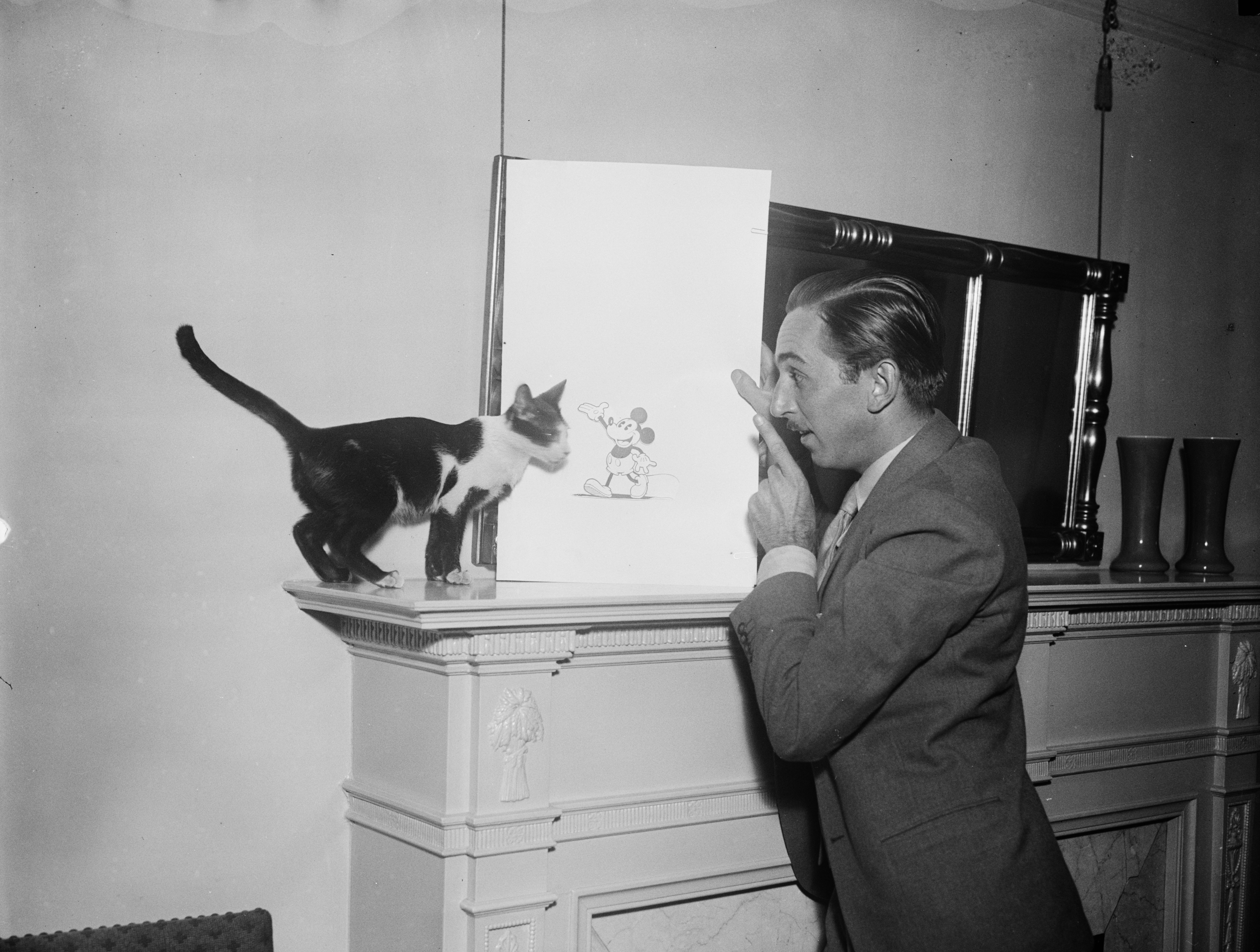
Дісней поруч із котом і малюнком Мікі Мауса, 1931

Щоб покращити якість музики, Дісней найняв професійного композитора й аранжувальника Карла Столлінга, за пропозицією якого було створено серію «Дурні симфонії», яка розповідає історії за допомогою музики. Перший мультфільм серії, «Танок скелетів» (1929), був повністю намальований та анімований Айверксом. У цей же час найняли кілька художників, як місцевих, так і з Нью-Йорка. Серії «Мікі Маус» і «Дурні симфонії» були успішними, але Волт і його брат вважали, що не отримують належної їм частки прибутку від Паверса. 1930 року Дісней спробував скоротити витрати на процес, закликавши Айверкса відмовитися від практики малювання кожного кадру окремо на користь ефективнішої техніки малювання ключових поз і дозволу помічникам замальовувати проміжні кадри між ними. Також він попросив у Паверса збільшити виплати за мультфільми. Продюсер відмовився і підписав контракт з Айверксом на роботу на нього; невдовзі Столлінг пішов у відставку, вважаючи, що без Айверкса студія Disney закриється. У жовтні 1931 року у Діснея стався нервовий зрив, у якому він звинуватив махінації Паверса та власну перевтому, тому вони з Ліліан вирушили в тривалу відпустку на Кубу та круїз до Панами, щоб відновитися.

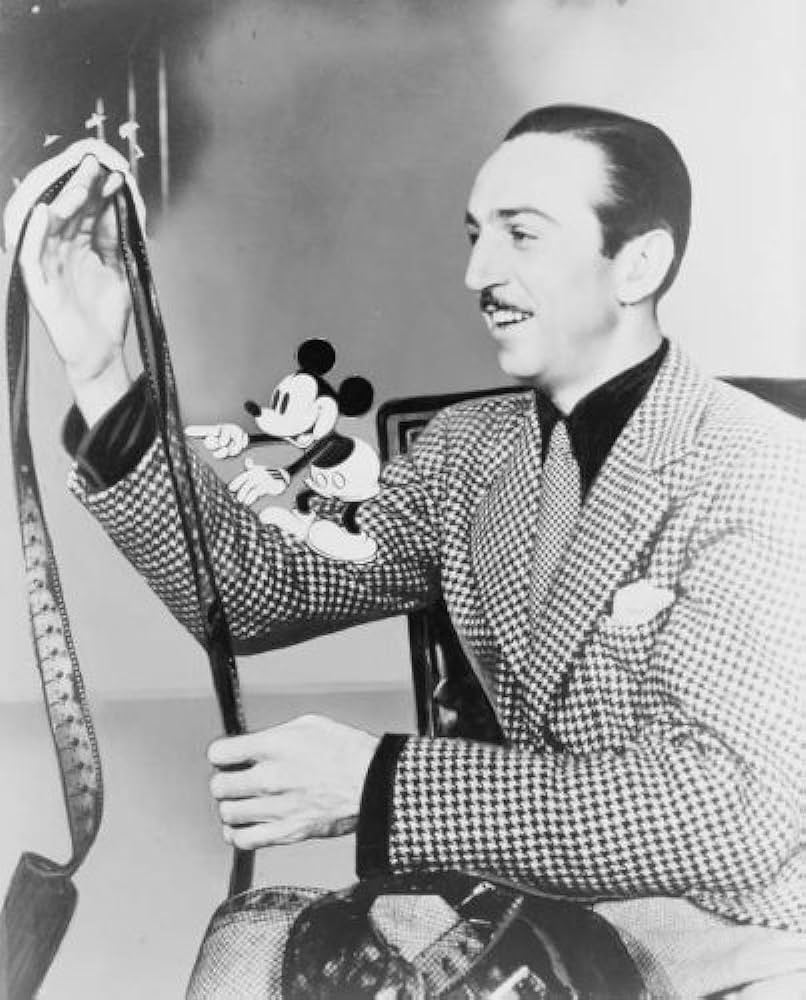
Дісней з кіноплівкою та Мікі Маусом на правій руці, 1935 рік

Із втратою Паверса як дистриб'ютора студія Disney підписала контракт із Columbia Pictures на розповсюдження мультфільмів про Мікі Мауса, які ставали все популярнішими, зокрема й на міжнародному рівні. Дісней та його команда також представили нових зірок мультфільмів, таких як Плуто 1930 року, Ґуфі 1932 року та Дональд Дак 1934 року. Завжди прагнучи опанувати нові технології та заохочений новим контрактом з United Artists, Дісней зняв мультфільм «Квіти і дерева» (1932) за допомогою повнокольорової трисмугової технології «Техніколор»; він також зміг домовитися про угоду, яка давала йому виключне право використовувати трисмугову технологію до 31 серпня 1935 року. Усі наступні мультфільми «Дурних симфоній» були кольоровими. «Квіти і дерева» набув популярності серед глядачів і приніс Діснею першу премію «Оскар» в категорії «Найкращий анімаційний короткометражний фільм» на церемонії 1932 року. Інший мультфільм, «Мікі Маус і сироти», також був номінований у цій категорії; сам Дісней отримав Спеціальну нагороду від Академії «за створення Мікі Мауса».
У 1933 році Дісней спродюсував мультфільм «Три поросятка», описаний кінознавцем Едріаном Денксом як «найуспішніший короткометражний мультфільм усіх часів». Картина принесла Діснею ще одну статуетку «Оскар» у категорії «Найкращий анімаційний короткометражний фільм». Успіх «Трьох поросяток» призвів до подальшого збільшення штату студії, який до кінця року нараховував майже 200 осіб. Дісней усвідомив важливість розповіді емоційно захопливих історій, які б зацікавили глядачів, та інвестував у «відділ історії», окремий від аніматорів, з художниками-розкадровниками, які детально описували сюжети фільмів.

### 1934—1941: Золотий вік анімації

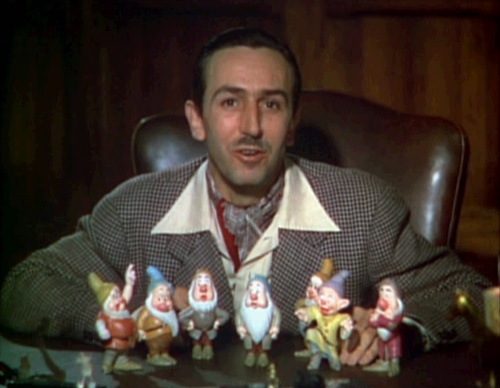
Волт Дісней представляє кожного із сімох гномів. Фрагмент із театрального трейлеру «Білосніжки» (1937)

На 1934 рік Дісней розчарувався у виробництві короткометражок і вважав, що повнометражний мультфільм буде прибутковішим. Студія розпочала чотирирічне виробництво «Білосніжки і семерих гномів», заснованої на казці. Коли новина про проєкт просочилася в пресу, багато представників кіноіндустрії передбачали, що він призведе до банкрутства компанії; інсайдери галузі прозвали його «дурністю Діснея». Створення картини, яка стала першим повнокольоровим звуковим мультфільмом, коштувало 1,5 мільйона доларів — утричі більше бюджету. Щоб анімація була максимально реалістичною, Дісней відправив своїх мультиплікаторів на курси в Інститут мистецтв Шуїнара; також він приводив у студію тварин і наймав акторів, щоб художники могли вивчати реалістичні рухи. Для відображення мінливої перспективи фону в момент, коли камера рухається сценою, аніматори Діснея розробили багатопланову камеру, яка дозволяла розміщувати малюнки на шматках скла на різних відстанях від камери, створюючи ілюзію глибини. Скло можна було переміщати, щоб створити враження, що камера проходить крізь сцену. Першою роботою, створеною на камері, став «Старий млин» (1937), який отримав «Оскар» в категорії «Найкращий анімаційний короткометражний фільм» за свою «вражаючу візуальну силу». Коли багатопланова камера була готова, «Білосніжку» майже закінчили; попри це, Дісней наказав перемалювати деякі сцени з використанням нових ефектів.
Прем'єра «Білосніжки» відбулася в грудні 1937 року та отримала високу оцінку критиків і глядачів. Фільм став найуспішнішою картиною 1938 року, а до травня 1939 року загальні збори в 6,5 мільйонів доларів зробили його найуспішнішим на той момент звуковим фільмом. Дісней отримав ще одну Спеціальну нагороду від Академії, яка складалася з однієї повнорозмірної та семи мініатюрних статуеток «Оскар». Успіх «Білосніжки» ознаменував одну з найпродуктивніших епох для студії; Сімейний музей Волта Діснея називає наступні роки «золотим віком анімації». Після завершення роботи над «Білосніжкою» студія почала виробництво «Піноккіо» на початку 1938 року та «Фантазії» в листопаді того ж року. Обидва мультфільми вийшли в прокат у 1940 році, і жоден не мав касового успіху — частково тому, що доходи з Європи впали після початку Другої світової війни. Студія зазнала збитків від обох картин і на кінець лютого 1941 року опинилася у великих боргах.
У відповідь на фінансову кризу Волт і Рой 1940 року розпочали перше публічне розміщення акцій компанії та значно скоротили зарплату працівникам. Останній захід, а також інколи свавільне й нечутливе поводження Діснея з персоналом призвели до страйку аніматорів 1941 року, який тривав п'ять тижнів. Поки федеральний посередник із Національного управління з трудових відносин вів переговори з двома сторонами, Дісней прийняв пропозицію Офісу координатора міжамериканських справ здійснити поїздку доброї волі до Південної Америки, забезпечивши свою відсутність під час прийняття резолюції, яка, як він знав, буде невигідною для студії. Через страйк —‌ і фінансовий стан компанії —‍ кілька аніматорів залишили студію, а стосунки Діснея з іншими співробітниками назавжди залишилися напруженими. Страйк тимчасово перервав виробництво наступного проєкту студії, «Дамбо» (1941), який Дісней створив простішим і дешевшим способом; мультфільм отримав позитивну реакцію від глядачів і критиків.

### 1941—1950: Друга світова війна та подальший період

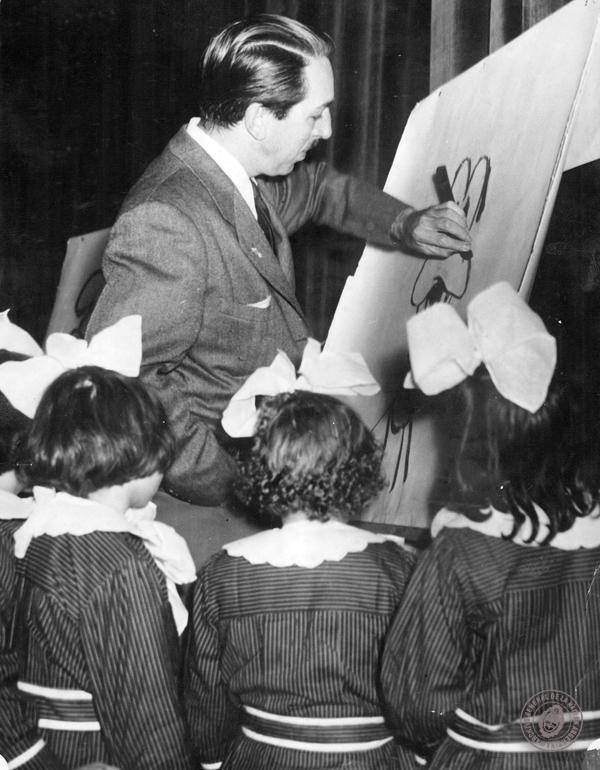
Дісней малює Ґуфі для групи дівчат в Аргентині, 1941 рік

Невдовзі після виходу «Дамбо» в жовтні 1941 року США вступили в Другу світову війну. Дісней створив підрозділ Walt Disney Training Films Unit для виробництва навчальних фільмів для військових, таких як «Чотири методи клепки врівень» і «Методи виробництва літаків». Дісней також зустрівся з міністром фінансів Генрі Моргентау-молодшим і погодився випустити короткі мультфільми про Дональда Дака для просування військових облігацій. Також він випустив кілька пропагандистських фільмів, зокрема короткометражку «Обличчя Фюрера», яка здобула премію «Оскар», і повний метр «Перемога повітряною силою» (обидва 1943 року).
Військові фільми приносили достатньо прибутку для покриття витрат, а повнометражний мультфільм «Бембі», який знімався з 1937 року та вийшов у серпні 1942 року, не виправдав очікувань і втратив 200 тисяч доларів у прокаті. На додачу до низьких прибутків від «Піноккіо» та «Фантазії», в 1944 році студія мала борги в розмірі 4 мільйони доларів перед Банком Америки. На зустрічі з керівництвом Банку для обговорення майбутнього компанії голова правління та засновник банку Амадео Джанніні сказав керівникам: «Я досить уважно дивився картини Disney, тому що знав, що ми позичаємо їм гроші набагато вище фінансового ризику. … Вони хороші цього року, вони хороші наступного року, вони хороші через рік. … Ви повинні розслабитися і дати їм час продати свій товар». Виробництво короткометражних фільмів Disney скоротилося наприкінці 1940-х років, що збіглося зі зростанням конкуренції на ринку анімації з боку Warner Bros. і Metro-Goldwyn-Mayer. Рой Дісней з фінансових міркувань запропонував більше поєднувати анімацію та ігрові постановки. 1948 року Дісней започаткував серію популярних ігрових фільмів про природу «Пригоди в реальному житті», першим з яких став «Тюленячий острів»; картина отримала «Оскар» у категорії «Найкращий ігровий короткометражний фільм».

### 1950—1966: Парки розваг, телебачення та інша діяльність
На початку 1950 року Дісней випустив «Попелюшку», перший повнометражний мультфільм студії за вісім років. Картина користувалася популярністю серед критиків та глядачів. Виробництво фільму коштувало 2,2 мільйона доларів, а за перший рік він заробив майже 8 мільйонів доларів. У створенні «Попелюшки» Дісней брав менше участі, ніж у попередніх картинах, оскільки був залучений у розробку свого першого повнометражного ігрового фільму «Острів скарбів» (1950), знімання якого відбувалося у Великобританії; там же знімалася «Історія Робін Гуда» (1952). Згодом послідували інші художні фільми, багато з яких мали патріотичну тематику. Також Дісней продовжував продюсувати мультфільми, зокрема «Алісу в Країні Чудес» (1951) та «Пітера Пена» (1953). З початку й до середини 1950-х Волт почав приділяти менше уваги відділу анімації, довіряючи більшість його операцій ключовим аніматорам, відомим як «Дев'ятеро старих», хоча на зборах, присвячених сюжету, він завжди був присутній. Натомість він зосередився на інших підприємствах. Приблизно в той же час Дісней заснував власний підрозділ із розповсюдження фільмів Buena Vista, замінивши свого останнього дистриб'ютора RKO Pictures.

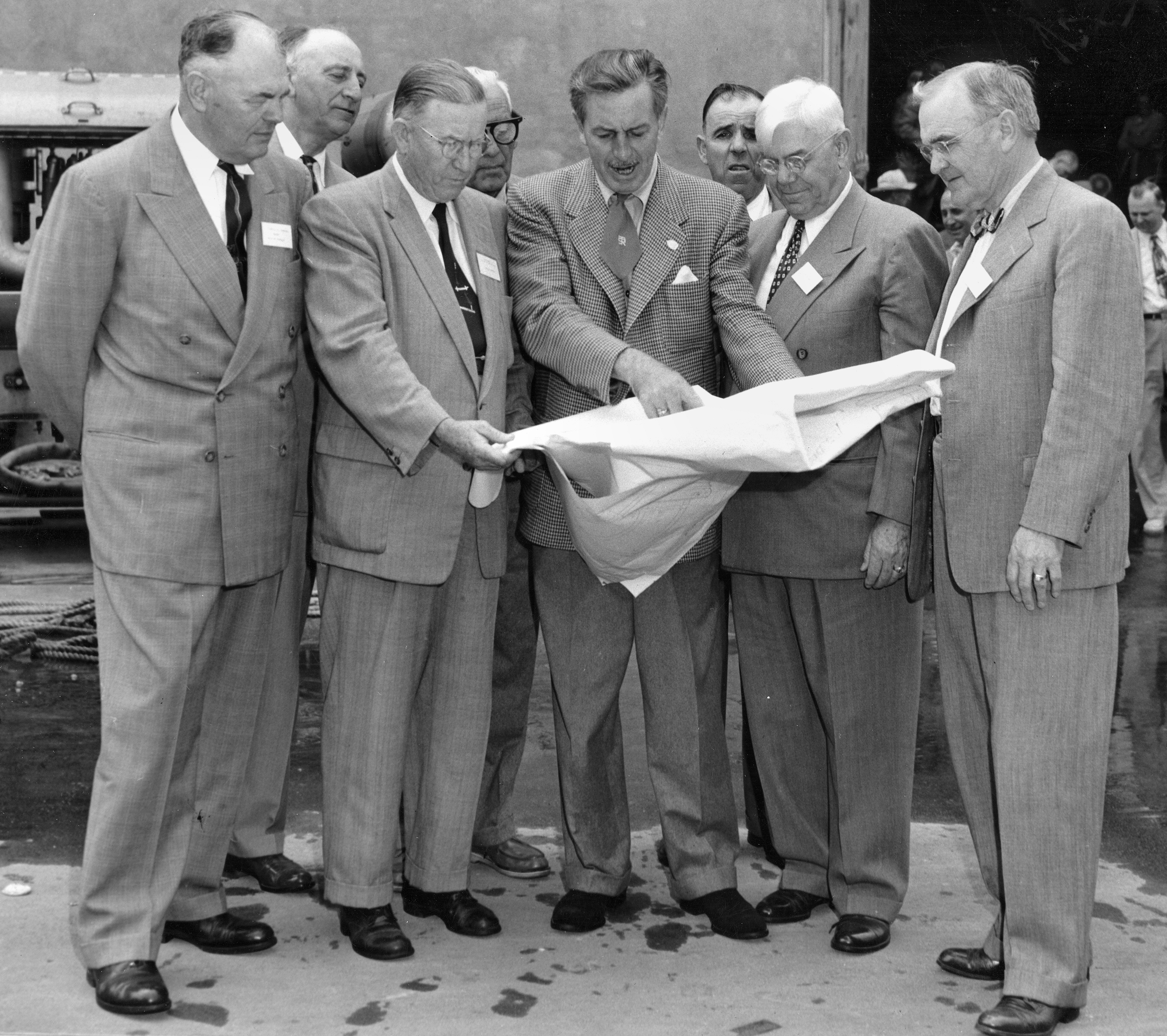
Дісней демонструє план Діснейленду чиновникам округу Оріндж, грудень 1954 року

Кілька років Дісней розглядав можливість будівництва парку розваг. Відвідавши Ґриффіт-Парк у Лос-Анджелесі зі своїми доньками, він хотів опинитися в чистому, незайманому парку, де і діти, і їхні батьки могли б весело проводити час. Він відвідав сади Тіволі в Копенгагені, Данія, і був сильно вражений їх чистотою та плануванням. У березні 1952 року він отримав дозвіл на будівництво парку розваг у Бербанку, поблизу студії Disney. Ця ділянка виявилася замалою, і було придбано більшу територію в Анагаймі, за 35 миль (56 км) на південь від студії. Щоб дистанціювати проєкт від студії — в противному випадку це могло б викликати критику акціонерів —‌ Дісней створив WED Enterprises (нині Walt Disney Imagineering) і використав власні гроші для фінансування групи дизайнерів і аніматорів, які розробили план майбутнього парку; залучені працівники стали знані як «Інженери уяви» (англ. Imagineers). Отримавши банківське фінансування, він запросив інших акціонерів: American Broadcasting-Paramount Theatres (частина American Broadcasting Company) та Western Printing and Lithographing Company. У середині 1954 року Дісней відправив своїх «Інженерів уяви» до кожного парку розваг у США, щоб проаналізувати, що працює та які підводні камені чи проблеми були в різних місцях, і врахував їхні висновки в своєму проєкті. Будівельні роботи почалися в липні 1954 року і тривали один рік; церемонію відкриття Діснейленду транслювали на ABC, її подивилися 70 мільйонів глядачів. Парк спроєктований як ряд тематичних земель, пов'язаних центральною вулицею Main Street, USA — копією головної вулиці рідного міста Діснея Марселін. Пов'язаними тематичними територіями були Adventureland, Frontierland, Fantasyland і Tomorrowland. Парк містив вузькоколійну залізницю Disneyland, яка поєднувала всі землі. Навколо зовнішньої сторони парку розташована висока берма, яка відокремлювала його від зовнішнього світу. У редакційній статті «Нью-Йорк таймс» зазначено, що Дісней «зі смаком поєднав деякі приємні речі вчорашнього дня з фантазією та мріями про майбутній день». Хоча спочатку парк мав невеликі проблеми, він був успішним, а після місяця роботи Діснейленд приймав понад 20 000 відвідувачів на день; наприкінці першого року існування він залучив 3,6 мільйона гостей.

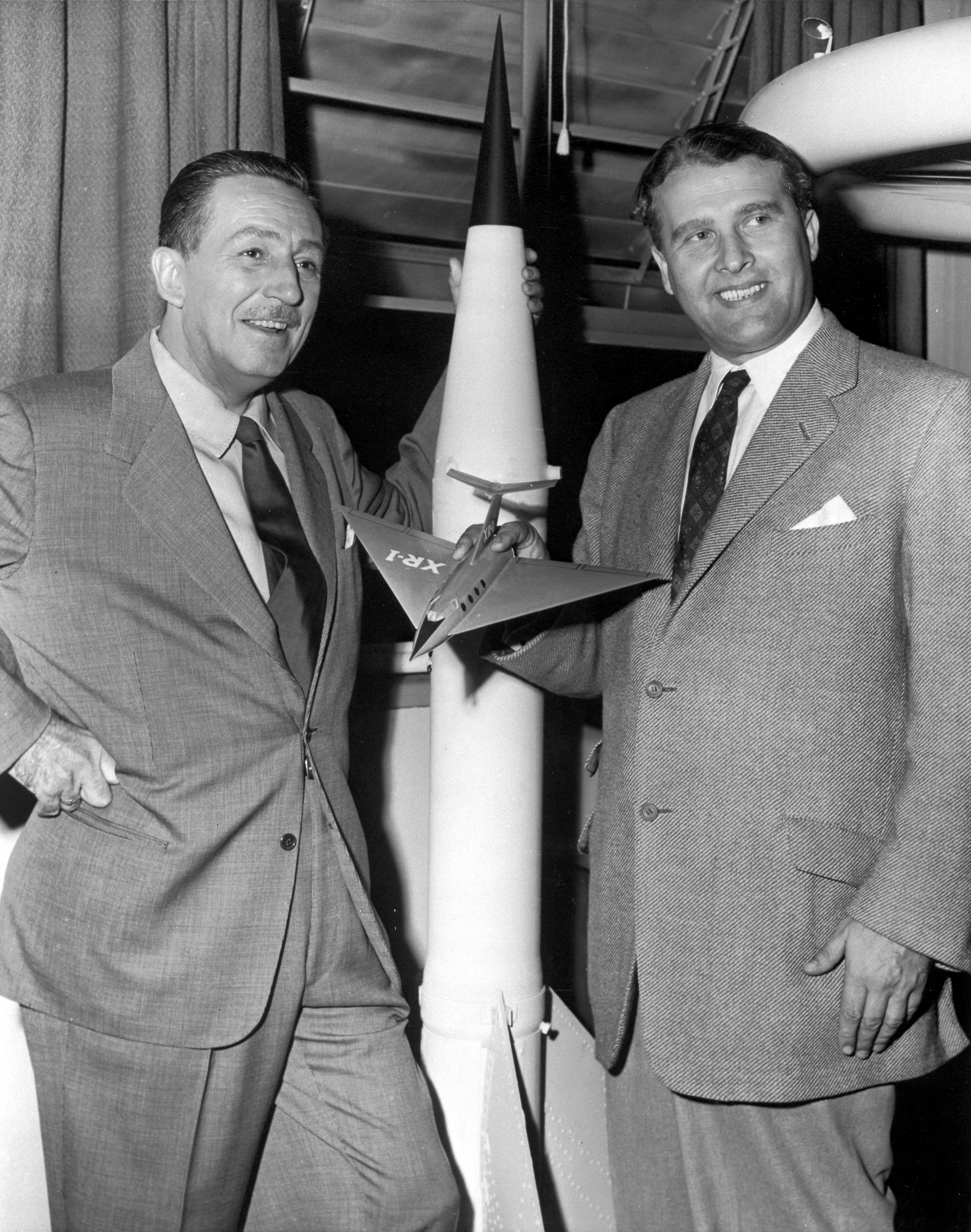
Волт Дісней та Вернер фон Браун, 1954 рік

Гроші від ABC залежали від телевізійних програм Disney. Студія взяла участь в успішному різдвяному спецвипуску 1950 року про створення «Аліси в Країні Чудес». Рой вважав, що програма додала мільйони до касових зборів. У листі до акціонерів у березні 1951 року він писав, що «телебачення може бути для нас найпотужнішим засобом продажів, а також джерелом доходу. Ймовірно на цій передумові ми вийдемо на телебачення». 1954 року, після того, як було погоджено фінансування Діснейленду, ABC транслювала антологію «Діснейленд Волта Діснея», що складається з мультфільмів, художніх фільмів та інших матеріалів із бібліотеки студії. Шоу було успішним з точки зору рейтингів та прибутків, отримавши частку аудиторії понад 50 %. У квітні 1955 року «Ньюсвік» назвав його «американською установою». ABC була задоволена рейтингами і дала добро на вихід першої щоденної телевізійної програми Діснея — вар'єте-шоу «Клуб Мікі Мауса», орієнтованого на дітей. Програма супроводжувалася мерчендайзингом через різні компанії (наприклад, Western Printing виготовляла книжки-розмальовки та комікси понад 20 років та випустила кілька предметів, пов'язаних із шоу). Один із сегментів «Діснейленду» складався з п'ятисерійного мінісеріалу «Деві Крокетт», який, за словами біографа Діснея Ніла Ґаблера, «миттєво став сенсацією». Головна тема шоу «The Ballad of Davy Crockett» стала популярною в усьому світі та розійшлася накладом у десять мільйонів пластинок. У результаті Дісней заснував власну компанію з виробництва та розповсюдження музичних записів Disneyland Records.
Окрім будівництва Діснейленду, Волт працював над іншими проєктами поза студією. Він був консультантом Американської національної вистави в Москві 1959 року; внеском студії Disney у подію став 19-хвилинний фільм у 360-градусному кінотеатрі Circarama «Америка Прекрасна», який був одним з найпопулярніших атракціонів. Наступного року Дісней виконував обов'язки голови Комітету з вистави на Зимових Олімпійських іграх 1960 року в Скво-Веллі, Каліфорнія, де він організував церемонії відкриття, закриття та вручення медалей. Його компанія була одним із дванадцяти інвесторів Спортивного центру Celebrity, який відкрився в 1960 році в Глендейлі, Колорадо; 1962 року Волт і Рой викупили акції в інших одинадцяти, зробивши компанію Disney єдиним власником.
Попри нестудійну діяльність, Дісней продовжував працювати над кіно- та телепроєктами. 1955 року він брав участь у створенні епізоду «Діснейленду»
«Людина в космосі» у співпраці з конструктором ракет НАСА Вернером фон Брауном. Також Дісней курував аспекти повнометражних фільмів «Леді та Блудько» (перший мультфільм у CinemaScope) 1955 року, «Спляча красуня» (перший мультфільм на 70-мм плівці Technirama) 1959 року, «101 далматинець» (перший повнометражний мультфільм із застосуванням ксероксових плівок) 1961 року та «Меч у камені» 1963 року.
У 1964 році Дісней випустив художній фільм «Мері Поппінс» за однойменною серією книг Памели Ліндон Треверс; він намагався придбати права на історію з 1940-х років. Твір став найуспішнішим фільмом студії 1960-х років, хоча Треверс дуже не любила його і шкодувала про продаж прав. Того ж року Дісней також взяв участь у планах розширення Каліфорнійського інституту мистецтв і доручив архітектору скласти креслення нової будівлі.
Дісней надав чотири експонати для Всесвітньої виставки в Нью-Йорку 1964 року, за що отримав фінансування від окремих корпоративних спонсорів. Для компанії PepsiCo, яка планувала віддати данину пам'яті ЮНІСЕФ, Disney розробила «It’s a Small World» — прогулянку на човні з аудіоаніматронними ляльками, що зображують дітей світу; «Чудові моменти з паном Лінкольном» містили аніматронного Авраама Лінкольна, який розповідав уривки зі своїх промов; у «Каруселі прогресу» пропагувалася важливість електрики; а у «Magic Skyway» зображувався прогрес людства. Елементи всіх чотирьох експонатів — ‌головним чином концепції та технології — були повторно встановлені в Діснейленді; з усіх атракціонів «It's a Small World» найбільше нагадує оригінал.

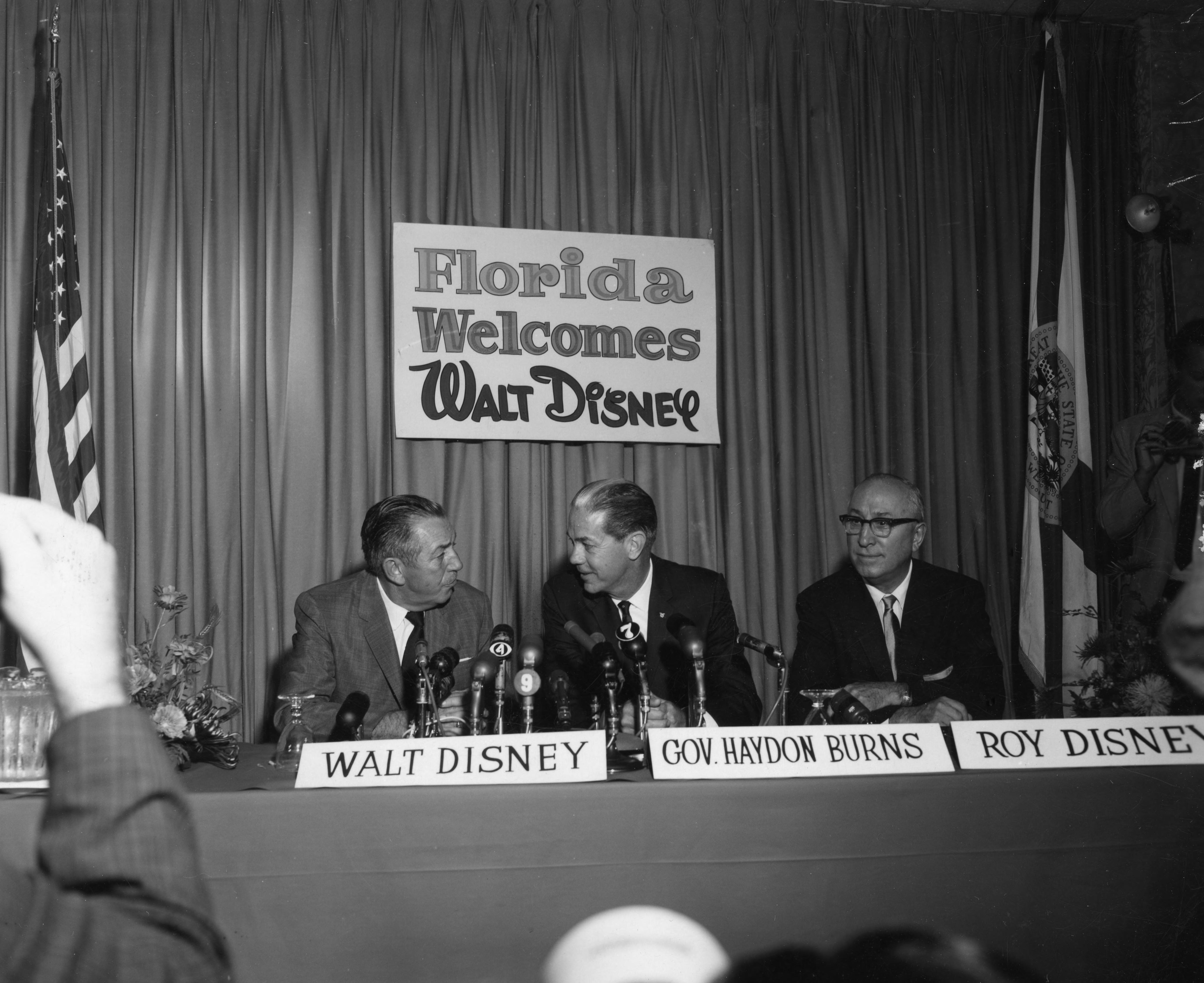
Волт (ліворуч) і Рой (праворуч) Діснеї та губернатор Флориди Вільям Бернс (по центру) оголошують про створення Дісней Ворлду, 15 листопада 1965 року

З початку і до середини 1960-х років Дісней розробляв плани гірськолижного курорту в Мінерал-Кінг, льодовиковій долині в Сьєрра-Неваді (Каліфорнія). Для цього він найняв різних експертів, зокрема олімпійського лижного тренера і дизайнера гірськолижної зони Віллі Шеффлера. Оскільки дохід від Діснейленду становив все більшу частку доходу студії, Волт продовжував шукати місця для нових атракціонів. 1963 року він представив проєкт парку розваг у центрі Сент-Луїса, штат Міссурі; спочатку він досяг угоди з Civic Center Redevelopment Corp, яка контролювала землю, але згодом все провалилося через фінансування. Наприкінці 1965 року підприємець оголосив про плани створити ще один парк розваг під назвою «Дісней Ворлд» (нині «Волт Дісней Ворлд») за кілька миль на південний захід від Орландо, штат Флорида. Парк мав містити «Чарівне Королівство» —‌ більшу та складнішу версію Діснейленду‍ —‍ плюс поля для гольфу та курортні готелі. Серцем Дісней Ворлду мала бути «Експериментальна прототипна спільнота майбутнього» (EPCOT), яку Волт описав так:
Експериментальна прототипна спільнота майбутнього буде орієнтуватися на нові ідеї та нові технології, які зараз з'являються в творчих центрах американської промисловості. Це буде спільнота завтрашнього дня, яка ніколи не буде завершена, але завжди представлятиме, тестуватиме та демонструватиме нові матеріали та системи. І EPCOT завжди буде вітриною світу винахідливості та уяви американського вільного підприємництва.
Протягом 1966 року Дісней активно займався різноманітною діяльністю, бажаючи спонсорувати EPCOT. Він отримав роль у фільмі «Лейтенант Робін Крузо» (1966) під псевдонімом Retlaw Yensid (його ім'я, написане задом наперед) та збільшив свою участь у розробці картин студії, зокрема «Книги джунглів», повнометражного музичного фільму «Найщасливіший мільйонер» (обидва 1967) та короткометражного мультфільму «Вінні-Пух і бурхливий день» (1968).

## Хвороба, смерть і наслідки

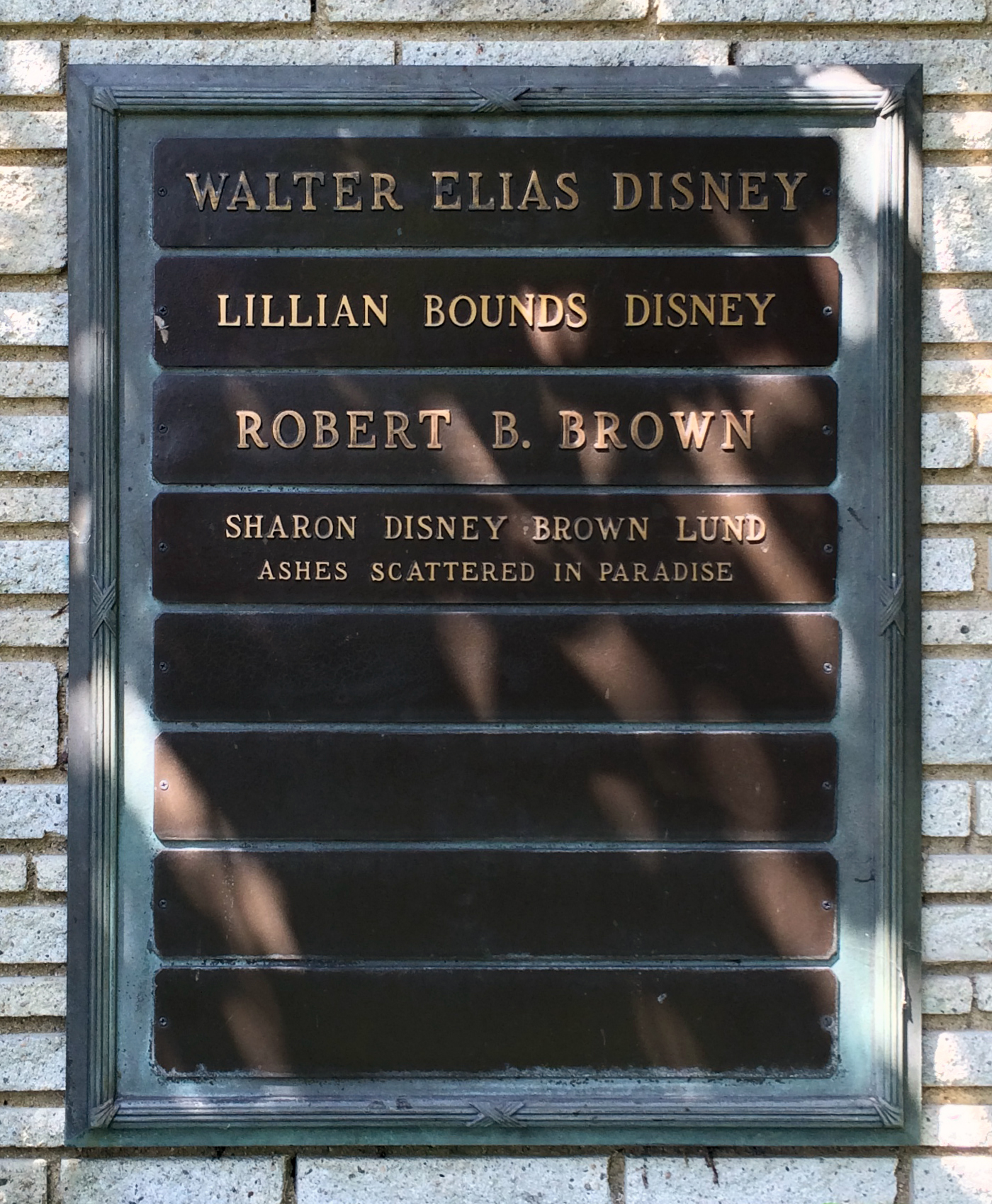
Могила Волта Діснея у Форест-Лоні, Глендейл

Дісней був завзятим курцем ще з часів Першої світової війни. Він не вживав цигарок з фільтром, а в юності курив люльку. На початку листопада 1966 року йому поставили діагноз рак легенів і призначили кобальтову терапію. 30 листопада Дісней відчув себе погано і його відвезли на машині швидкої допомоги до лікарні Св. Йосипа, де 15 грудня у віці 65 років він помер від шоку, спричиненого раком. Через два дні його тіло було кремовано, а прах похований у меморіальному парку Форест-Лон у Глендейлі, Каліфорнія.
Вихід «Книги джунглів» і «Найщасливішого мільйонера» в 1967 році збільшив загальну кількість повнометражних фільмів, у яких брав участь Дісней, до 81. Мультфільм 1968 року «Вінні-Пух і бурхливий день» посмертно приніс йому премію «Оскар» у категорії «Найкращий анімаційний короткометражний фільм». Після смерті Діснея його студії продовжували плідно виробляти художні фільми, але за оцінками деяких оглядачів якість їхніх мультфільмів падала. Наприкінці 1980-х з виходом «Русалоньки» (1989) ця тенденція змінилася на протилежну, яку дописувач «Ю-Ес-Ей тудей» охрестив «Ренесансом „Діснея“». Студія продовжила випускати успішні фільми, телепередачі та сценічні постанови.
Плани Діснея щодо футуристичного міста EPCOT не здійснилися. Після смерті Волта його брат Рой відклав свій вихід на пенсію, аби отримати повний контроль над компаніями Disney. Він змінив напрямок проєкту з міста на атракціон. Урочиста церемонія відкриття Дісней Ворлду відбулася 1971 року. Парк розширився з відкриттям Epcot Center у 1982 році; концепцію функціонального міста Волта Діснея замінили парком, більше подібним до постійної всесвітньої виставки. 2009 року в Президіо Сан-Франциско відкрився Сімейний музей Волта Діснея, спроєктований його донькою Діаною та її сином Волтером Міллером. В експозиції представлено тисячі експонатів із життя та кар'єри Діснея, зокрема його численні нагороди. 2014 року парки розваг Disney в усьому світі відвідали приблизно 134 мільйони людей.

## Особисте життя, характер і погляди
На початку 1925 року Дісней найняв художницю чорнилом Ліліан Баундс. Вони одружилися в липні того ж року в будинку її брата в її рідному місті Льюїстоні, штат Айдахо. За словами Ліліан, шлюб був загалом щасливим, хоча, згідно з біографом Діснея Нілом Ґаблером, вона не «акцептувала рішення Волта чи його статус беззаперечно, та визнала, що він завжди говорив людям, „який він підкаблучник“». Ліліан мало цікавилася фільмами чи голлівудським світським життям та, за словами історика Стівена Воттса, «задовольнялася веденням домашнього господарства та наданням підтримки своєму чоловікові». У їхньому шлюбі народилося дві доньки, Діана (народилася в грудні 1933 року) і Шерон (усиновлена в грудні 1936 року, народилася за шість тижнів до того). У родині ані Дісней, ані його дружина не приховували факт усиновлення Шерон, хоча їх дратувало, якщо люди поза родиною піднімали це питання. Подружжя Діснеїв намагалося якомога довше тримати своїх доньок подалі від громадськості, особливо в світлі викрадення Ліндберґа; Волт вжив заходи, аби його дітей не фотографувала преса.

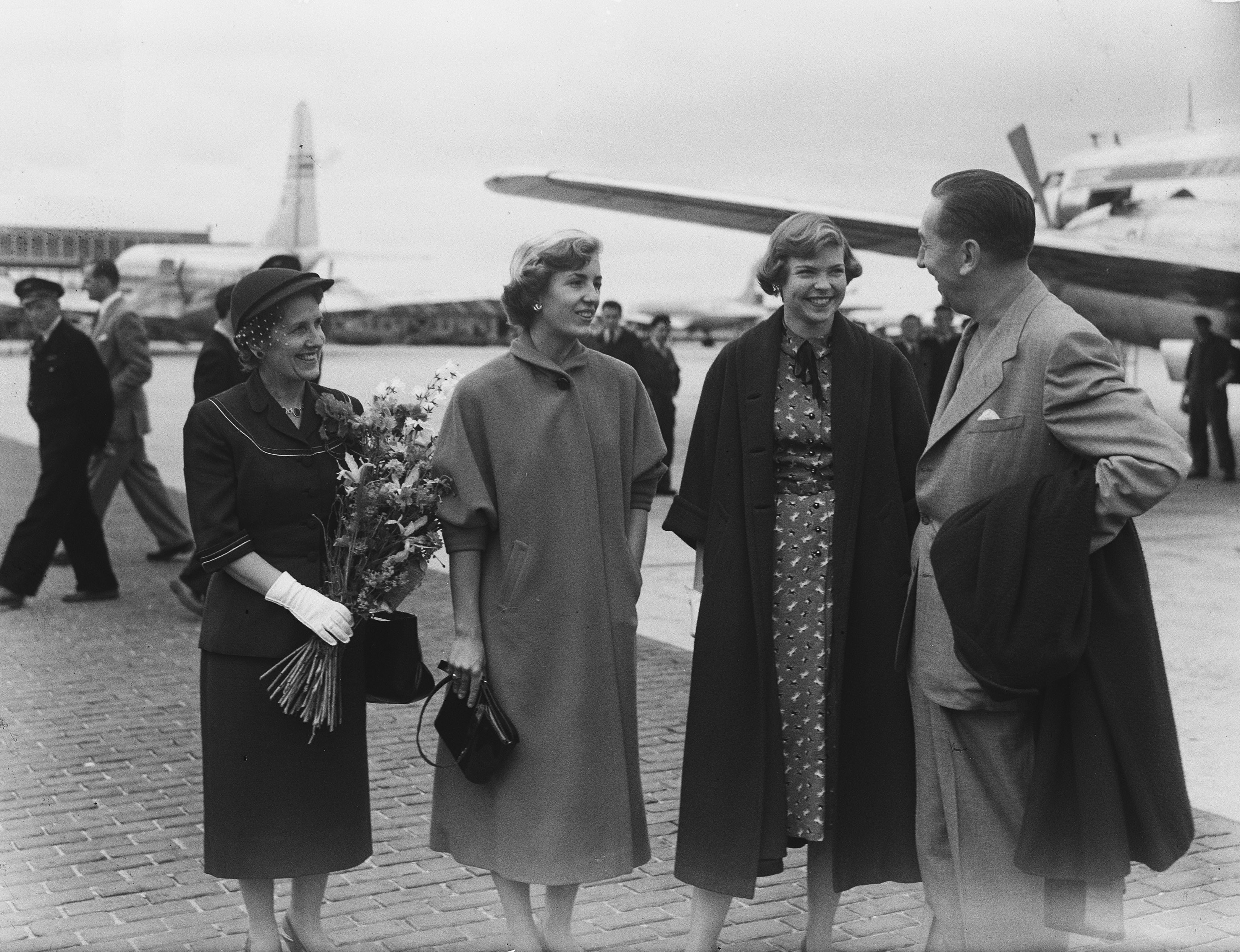
Родина Діснея в аеропорту Схіпгол (1951)

1949 року Дісней і його родина переїхали в новий будинок у районі Голмбі-Гіллз в Лос-Анджелесі. За допомогою своїх друзів Ворда та Бетті Кімболл, які вже мали власну залізницю на задньому дворі, Дісней розробив креслення і негайно взявся за створення мініатюрної парової залізниці для свого двору. Її назва Carolwood Pacific Railroad походить від місця розташування будинку Діснея на Carolwood Drive. Мініатюрний робочий паровоз побудував інженер Disney Studios Роджер Броґґі, а Дісней назвав його «Ліллі Белль» на честь своєї дружини. Через три роки Волт відправив його на зберігання через низку нещасних випадків за участю своїх гостей.
З віком Дісней ставав політично консервативнішим. Будучи прихильником Демократичної партії до президентських виборів 1940 року, згодом він перейшов на бік Республіканської партії та став щедрим донором кандидатури Томаса Дьюї на виборах 1944 року. 1946 року Дісней став співзасновником організації «Альянс кінематографістів за збереження американських ідеалів», яка заявила, що її члени «вірять в американський спосіб життя і люблять його…» та «знаходяться в стані різкої опозиції проти наростаючої хвилі комунізму, фашизму та споріднених з ними переконань, які прагнуть підірвати та змінити цей спосіб життя». 1947 року, під час другої червоної загрози, Дісней дав свідчення перед Комісією з розслідування антиамериканської діяльності (HUAC), де він затаврував колишніх мультиплікаторів і профспілкових організаторів Герберта Соррелла, Девіда Гілбермана та Вільяма Померанса комуністичними агітаторами; Дісней заявив, що очолюваний ними страйк 1941 року був частиною організованих комуністичних спроб отримати вплив у Голлівуді.
У 1993 році видання «Нью-Йорк таймс» повідомило, що Дісней був інформатором ФБР, який передавав директору бюро Дж. Едґару Гуверу секретну інформацію про комуністичну діяльність у Голлівуді. Однак, попри призначення Волта Діснея «Спеціальним агентом відповідальним за контакт» у 1954 році, представники ФБР стверджують, що це було переважно почесне звання, яке регулярно присуджували членам спільноти, які могли бути корисними для бюро. ФБР розсекретило і опублікувало файл Волта Діснея на своєму вебсайті та довело, що більша частина листування аніматора з бюро (через персонал студії) стосувалася виробництва навчальних фільмів; як-от певні сегменти кінохроніки «День кар'єри» в «Клубі Міккі Мауса», присвячені ФБР (які вийшли в ефір у січні 1958 року), а також незнятий освітній короткометражний фільм 1961 року, який попереджує дітей про небезпеку розбещення малолітніх.
Публічний образ Діснея сильно відрізнявся від його справжньої особистості. Драматург Роберт Шервуд описав його як «майже болісно сором'язливу… невпевнену» та самокритичну людину. За словами його біографа Річарда Шикеля, Дісней приховував сором'язливу та невпевнену особистість за своїм публічним іміджем. Кімболл стверджує, що Волт свідомо «грав роль сором'язливого магната, який бентежився на публіці». Дісней визнавав наявність фасаду і сказав другові: «Я не Волт Дісней. Я роблю багато речей, які Волт Дісней не зробив би. Волт Дісней не палить. Я палю. Волт Дісней не п'є. Я п'ю». Критик Отіс Ферґюсон у The New Republic назвав приватного Діснея: «звичайним і повсякденним, не недоступним, не чужомовним, не пригніченим, не спонсорованим, нічого такого. Просто Дісней». Багато з тих, з ким працював аніматор, зазначили, що він мало заохочував своїх співробітників через свої надзвичайно високі очікування. Норман згадує, що коли Дісней казав «це спрацює», то це було ознакою високої похвали. Замість прямого схвалення він давав високоефективним співробітникам фінансові бонуси або рекомендував певних осіб іншим, очікуючи, що його похвала буде передана.

## Вибрана фільмографія
| Рік                                   | Назва                              | Режисер | Сценарист | Продюсер | Актор озвучування | Аніматор |
| ------------------------------------- | ---------------------------------- | ------- | --------- | -------- | ----------------- | -------- |
| 1922                                  | «Червона шапочка»                  | Так     | Ні        | Так      | —                 | Ні       |
| 1923                                  | «Дивокрай Аліси»                   | Так     | Так       | Так      | —                 | Ні       |
| 1924                                  | «День Аліси на морі»               | Так     | Ні        | Ні       | —                 | Так      |
| 1927                                  | «Порожні шкарпетки»                | Так     | Так       | Ні       | —                 | Ні       |
| 1927                                  | «Ой, вчитель»                      | Так     | Ні        | Ні       | —                 | Ні       |
| 1927                                  | «Механічна корова»                 | Так     | Ні        | Ні       | —                 | Ні       |
| 1928                                  | «Божевільний літак»                | Так     | Так       | Так      | Так               | Ні       |
| 1928                                  | «Пароплавчик Віллі»                | Так     | Так       | Так      | Так               | Ні       |
| 1933                                  | «Три поросятка»                    | Ні      | Ні        | Так      | Ні                | Ні       |
| 1937                                  | «Білосніжка і семеро гномів»       | Ні      | Ні        | Так      | Ні                | Ні       |
| 1940                                  | «Піноккіо»                         | Ні      | Ні        | Так      | Ні                | Ні       |
| 1940                                  | «Фантазія»                         | Ні      | Ні        | Так      | Ні                | Ні       |
| 1941                                  | «Дамбо»                            | Ні      | Ні        | Так      | Ні                | Ні       |
| 1942                                  | «Бембі»                            | Ні      | Ні        | Так      | Ні                | Ні       |
| 1943                                  | «Обличчя Фюрера»                   | Ні      | Ні        | Так      | Ні                | Ні       |
| 1944                                  | «Троє кабальєрів»                  | Ні      | Ні        | Так      | Ні                | Ні       |
| 1949                                  | «Пригоди Ікабода та містера Тоада» | Ні      | Ні        | Так      | Ні                | Ні       |
| 1950                                  | «Попелюшка»                        | Ні      | Ні        | Так      | Ні                | Ні       |
| 1951                                  | «Аліса в Країні Чудес»             | Ні      | Ні        | Так      | Ні                | Ні       |
| 1953                                  | «Пітер Пен»                        | Ні      | Ні        | Так      | Ні                | Ні       |
| 1955                                  | «Леді та Блудько»                  | Ні      | Ні        | Так      | Ні                | Ні       |
| 1959                                  | «Спляча красуня»                   | Ні      | Ні        | Так      | Ні                | Ні       |
| 1961                                  | «101 далматинець»                  | Ні      | Ні        | Так      | Ні                | Ні       |
| 1963                                  | «Меч у камені»                     | Ні      | Ні        | Так      | Ні                | Ні       |
| 1964                                  | «Мері Поппінс»                     | Ні      | Ні        | Так      | —                 | —        |
| 1966                                  | «Вінні-Пух і медове дерево»        | Ні      | Ні        | Так      | Ні                | Ні       |
| 1967                                  | «Книга джунглів»                   | Ні      | Ні        | Так      | Ні                | Ні       |
| «—» позначає німий або ігровий фільм. |                                    |         |           |          |                   |          |

## Оцінки та репутація
Волт Дісней

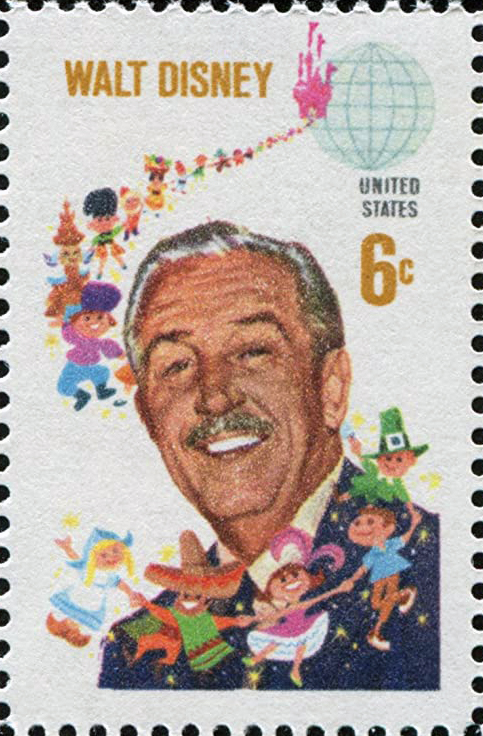
Портрет Діснея із зображеннями різних національностей на 6-центовій поштовій марці США, 1968 рік

Погляди на Діснея та його творчість змінювалися протягом десятиліть, а думки розділилися. Марк Ланґер в «Американському словнику національної біографії» пише: «Ранні оцінки Діснея вітали його як патріота, народного художника та популяризатора культури. Останнім часом Діснея розглядали як парадигму американського імперіалізму та нетерпимості, а також як принижувача культури». Стівен Воттс писав, що дехто засуджує Діснея «як цинічного маніпулятора культурними та комерційними формулами», тоді як PBS зазначає, що критики засуджували його роботу через її «гладкий фасад сентиментальності та впертого оптимізму, її позитивне переписування американської історії».
Діснея звинувачували в антисемітизмі за те, що він провів нацистській пропагандистці Лені Ріфеншталь екскурсію своєю студією через місяць після «Кришталевої ночі». Дісней отримав запрошення від Ріфеншталь через художника та артиста балету Губерта «Джея» Стовіттса, близького друга Лені і колишнього колеги Леопольда Стоковського, який тоді співпрацював з мультиплікатором над «Фантазією». Через місяць представник Disney повідомив «Нью-Йорк Дейлі Ньюз»: «Міс Ріфеншталь увійшла до студії, але без запрошення. Людина з Лос-Анджелеса, відома Діснею, отримала дозвіл провести вечірку студією. Лені була присутня. Якби ми знали про це заздалегідь, вона б не потрапила туди». Історик анімації Джим Коркіс припускає, що Дісней також міг зустрітися з Ріфеншталь з фінансових причин: стягнути понад 135 000 рейхсмарок, заборгованих своєму німецькому кінодистриб'ютору, і зняти заборону на свої фільми в Німеччині. Мультиплікатор і організатор страйку на студії Disney 1941 року Арт Беббіт, який мав відому образу на Діснея, у свої останні роки стверджував, що бачив Діснея та його адвоката на зборах пронацистської організації Німецько-американський союз наприкінці 1930-х років. Однак, за словами біографа Діснея Ніла Ґаблера: «…це було дуже малоймовірно, не лише тому, що Волт не мав багато часу на сім'ю, а тим більше на політичні зустрічі, а й тому, що тоді у нього не було справжніх політичних уподобань». У книзі зустрічей Діснея немає згадок про відвідування мітингів союзу, а жоден інший працівник ніколи не стверджував, що він відвідував такі зустрічі. Згідно з Ґаблером, протягом 1930-х років Дісней був аполітичним і «свого роду політично наївним», а коли в Європі назрівала напруга, він сказав одному репортеру, що Америка повинна «дозволити їм вести власні війни», і що він «засвоїв урок» з Першої світової війни. Свою політичну наївність Дісней продемонстрував у статті Overland Monthly в жовтні 1933 року, стверджуючи: «Звичайно, мають бути мільйони людей, які відчувають відверту ворожість до нашого М. Мауса. Пан А. Гітлер, старий нацист, каже, що Мікі дурний. Уявіть собі! Що ж, Мікі врятує пана Гітлера від утоплення чи чогось такого. Просто зачекайте й подивіться, чи не зробить він це. Тоді чи не буде соромно пану Гітлеру!» Наприкінці 1939 року, коли Дісней обговорював плани щодо переїзду свого персоналу до новозбудованої студії в Бербанку, один співробітник запитав його, як нещодавно розпочата війна в Європі вплине на будівництво, на що Дісней відповів запитанням: «Яка війна?» Під час Другої світової війни Дісней брав активну участь у створенні антинацистських пропагандистських картин, як для широкого загалу («Обличчя Фюрера» та «Освіта для смерті»), так і освітніх і навчальних фільмів виключно для уряду США. Ще в жовтні 1940 року, за рік до вступу Америки у війну, Дісней почав укладати контракти з різними підрозділами збройних сил США на створення навчальних фільмів, а в березні 1941 року він влаштував обід з представниками уряду, офіційно запропонувавши свої послуги «…для національної оборонної промисловості за собівартість і без прибутку. Роблячи цю пропозицію, я керуюся виключно бажанням допомогти, наскільки це можливо, в нинішній надзвичайній ситуації». Ці навчальні картини містили суворо секретну інформацію та вимагали найвищого рівня допуску для перегляду. Якби Дісней раніше симпатизував нацизму, уряд США усунув би його від створення цих фільмів.
Сімейний музей Волта Діснея визнає, що етнічні стереотипи мали місце в деяких ранніх мультфільмах студії, але також зазначає, що Дісней регулярно робив пожертви єврейським благодійним організаціям, за що 1955 року отримав звання «Людина року» від Беверлі-Гіллзької філії єврейського клубу служіння Бней-Бріт. Сама організація не знайшла доказів антисемітизму з боку Діснея. На меморіальній дошці було написано: «За втілення найкращих принципів американського громадянства та міжгрупового розуміння, а також за втілення в життя ідеалів Бней-Бріта». На студії Disney працювало чимало євреїв, багато з яких займали впливові посади. Жоден із співробітників Діснея — включно з мультиплікатором Артом Беббітом, який ненавидів Діснея — ніколи не звинувачував його в антисемітських образах чи глузуваннях. Єврейський сценарист Джо Ґрант, який тісно співпрацював з Disney протягом 1930-х і 1940-х років, заявив: «Як на мене, жодних доказів антисемітизму не було. Я вважаю, що всю цю ідею слід припинити й глибоко поховати. Він [Дісней] не був антисемітом. Деякі з найвпливовіших людей на студії були євреями. Забагато галасу з нічого. У мене ніколи не було з ним проблем у цьому плані». Крім того, автор пісень Роберт Шерман згадав, що коли один із адвокатів Діснея зробив антисемітські зауваження на адресу його та його брата Річарда, Дісней захистив їх і звільнив адвоката. Ґаблер, перший письменник, який отримав необмежений доступ до архівів Діснея, робить висновок, що наявні докази не підтверджують звинувачення в антисемітизмі та що Дісней отримав таку репутацію переважно завдяки зв'язку з Альянсом кінематографістів за збереження американських ідеалів — антикомуністичною організацією, створеної 1944 року, яка, за чутками, мала антисемітський підтекст. Ґаблер робить висновок, що «…хоча сам Волт, на мою думку, не був антисемітом, тим не менш, він охоче об'єднувався з людьми, які були антисемітами, і ця репутація закріпилася. Він так і не зміг позбутися її протягом усього свого життя». Дісней дистанціювався від Альянсу і не мав ніякого відношення до цієї організації після 1947 року. За словами доньки Діснея Діани Дісней Міллер, її сестра Шерон деякий час зустрічалася з хлопцем-євреєм, на що її батько не заперечував і навіть, як повідомляється, сказав: «Шерон, я думаю, це чудово, як ці єврейські родини прийняли тебе».
Діснея також звинувачували в інших формах расизму, оскільки деякі з його постановок, випущених між 1930-ми і 1950-ми роками, містять «расово нечутливий матеріал». Ґаблер стверджує, що «Волт Дісней не був расистом. Він ніколи, ні публічно, ні приватно, не робив зневажливих зауважень про чорношкірих і не стверджував перевагу білих. Однак, як і більшість білих американців його покоління, він був расово нечутливим». Художній фільм «Пісня Півдня» розкритикували сучасні кінокритики та NAACP за увічнення стереотипів про чорношкірих, але під час знімання Дісней потоваришував із зіркою фільму Джеймсом Баскетом, описавши його в листі до своєї сестри Рут як «найкращого актора, якого відкрили за останні роки». Дісней і Баскет ще довгий час підтримували зв'язок після виходу фільму, Волт навіть надсилав йому подарунки. Коли здоров'я Баскета погіршилося, Дісней не тільки почав фінансово підтримувати його та його сім'ю, а й успішно провів кампанію за отримання ним премії «Оскар» за видатні заслуги за акторську гру, зробивши Баскета першим темношкірим актором, удостоєним такої честі. Незабаром після цього Баскет помер, і його вдова написала Діснею листа подяки за підтримку, стверджуючи, що він був «другом на ділі, а [ми], звичайно, були в потребі». Флойд Норман, перший темношкірий мультиплікатор студії, який тісно співпрацював з Діснеєм у 1950-х і 1960-х роках, сказав: «Я жодного разу не помітив і натяку на расистську поведінку, в якій Волта Діснея часто звинувачували після його смерті. Його ставлення до людей —‌ і під цим я маю на увазі всіх людей —‍ можна назвати лише зразковим».
Воттс стверджує, що багато фільмів Діснея після Другої світової війни «узаконили свого роду культурний план Маршалла. Вони живили геніальний культурний імперіалізм, який чарівним чином переповнив решту світу цінностями, очікуваннями та благами процвітаючого середнього класу США». Історик кіно Джей Телотт визнає, що багато хто вважає студію Діснея «агентом маніпуляцій і репресій», хоча зауважує, що вона «протягом всієї своєї історії докладала зусиль, щоб пов'язати свою назву з поняттями веселощів, сім'ї та фантазії». Джон Томлінсон у своєму дослідженні «Культурний імперіалізм» розглядає роботу марксистів Арієля Дорфмана та Арманда Маттеларта, чия книга Para leer al Pato Donald (укр. Як читати Дональда Дака) 1971 року визначає, що існують «імперіалістичні… цінності, „приховані“ за невинним, пристойним фасадом світу Волта Діснея»; це, на їхню думку, є потужним інструментом, оскільки «він являє себе як нешкідливу розвагу для споживання дітьми». Томлінсон вважає їхні аргументи помилковими, оскільки «вони просто припускають, що читання американських коміксів, перегляд реклами та фотографій заможного… способу життя має прямий педагогічний ефект».
Деякі коментатори назвали Діснея культурною іконою. З приводу його смерті професор журналістики Ральф Ізард прокоментував, що цінності у фільмах Діснея — це ті, які «вважаються цінними в американському християнському суспільстві», зокрема «індивідуалізм, порядність, … любов до ближнього, чесна гра та терпимість». Некролог Діснея в «Нью-Йорк таймс» зазначив, що «завдяки своїй плідній уяві та старанній фабриці креслярських дощок Волт Елаяс Дісней створив найпопулярніших кінозірок Голлівуду та одну з найфантастичніших імперій розваг в історії», та назвав його «єдиною людиною в Голлівуді, яку вихваляли і Американський легіон, і Радянський Союз». Журналіст Бослі Краузер стверджує, що «досягнення Діснея як творця розваг для майже необмеженої аудиторії та як надзвичайно винахідливого продавця своїх товарів можна по праву порівняти з досягненнями найуспішніших промисловців в історії». Кореспондент Алістер Кук називає Діснея «народним героєм… голлівудським дудником», тоді як Ґаблер вважає, що він «змінив культуру та американську свідомість». В «Американському словнику національної біографії» Ланґер пише:
Дісней залишається центральною фігурою в історії анімації. Завдяки технологічним інноваціям і альянсам з урядами та корпораціями він перетворив невелику студію в маргінальній формі комунікації на багатонаціонального гіганта індустрії дозвілля. Попри критику, його бачення сучасної корпоративної утопії як розширення традиційних американських цінностей, можливо, набуло більшої актуальності в роки після його смерті.
Діснея кілька разів зображували в художніх творах. Герберт Веллс посилається на Діснея у своєму романі 1938 року «Священний терор», у якому світовий диктатор Руд боїться, що Дональд Дак покликаний висміяти його. Діснея зіграв Лен Каріу в телевізійному фільмі «Мрія — це бажання твого серця: Історія Аннет Фунічелло» (1995) та Том Генкс у фільмі «Порятунок містера Бенкса» (2013). 2001 року німецький письменник Пітер Стефан Юнгк опублікував Der König von Amerika (укр. Король Америки), вигаданий твір останніх років Діснея, який переосмислює його як жадібного до влади расиста. Пізніше композитор Філіп Ґласс адаптував книгу в оперу «Ідеальний американець» (2013).
У грудні 2021 року в нью-йоркському Музеї мистецтва Метрополітен відкрилася тримісячна спеціальна виставка «Надихання Волта Діснея» на честь аніматора.

## Нагороди та відзнаки

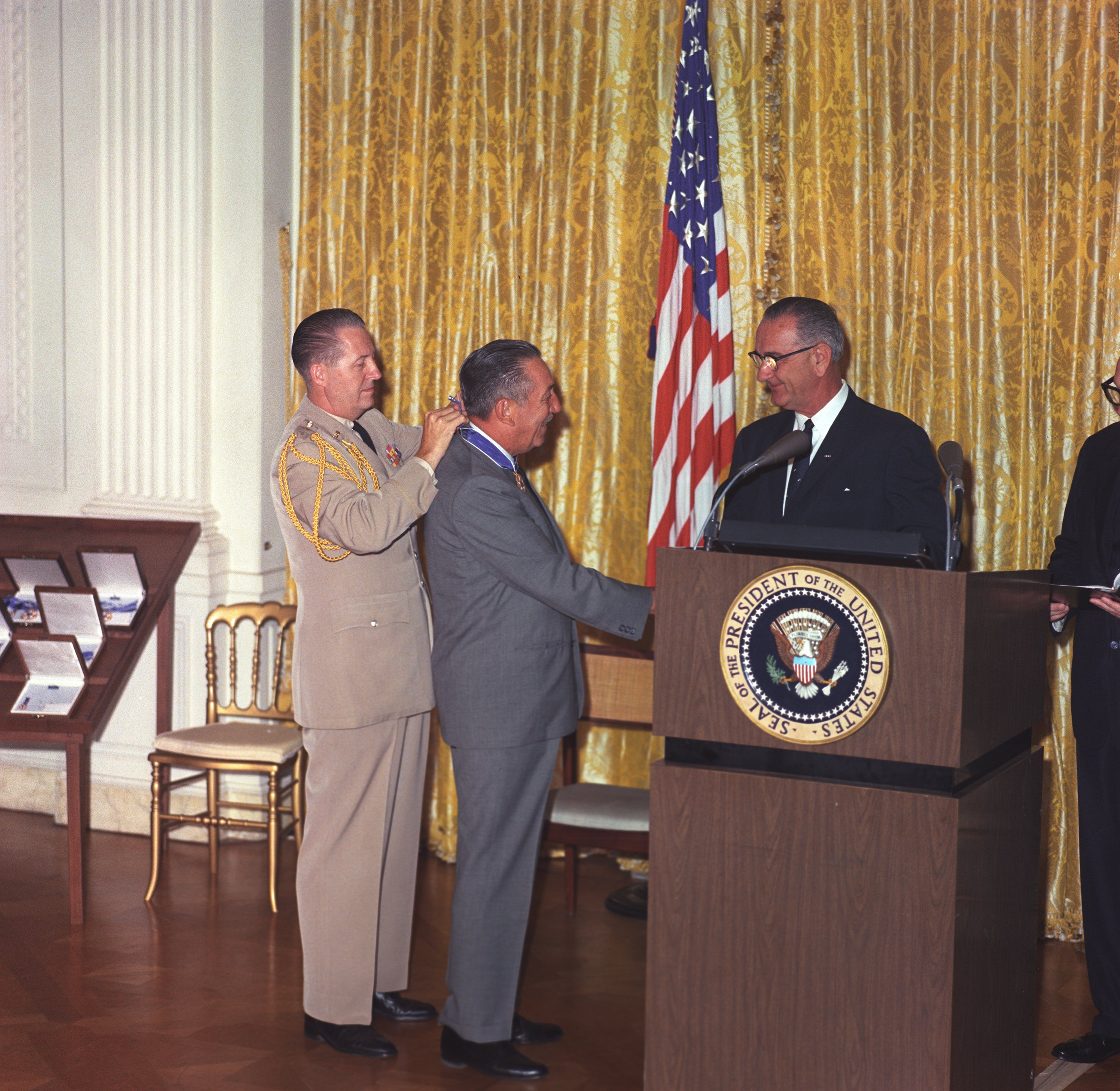
Дісней отримує Президентську медаль Свободи від Ліндона Джонсона, 1964 рік

Дісней отримав 59 номінацій на премію «Оскар», з яких переміг у 22: обидва показники є рекордними. Його тричі номінували на «Золотий глобус», але він жодного разу не виграв, проте отримав дві нагороди за особливі досягнення, за «Бембі» (1942) і «Живу пустелю» (1953), та премію Сесіля Б. ДеМілля. Дісней також чотири рази був номінований на премію «Еммі», перемігши один раз як «Найкращий продюсер» телесеріалу «Діснейленд». Вісім його фільмів включено Бібліотекою Конгресу до Національного реєстру фільмів США як «культурно, історично чи естетично значущі»: «Пароплавчик Віллі», «Три поросятка», «Білосніжка і семеро гномів», «Фантазія», «Піноккіо», «Бембі», «Дамбо» та «Мері Поппінс». 1998 року Американський інститут кіномистецтва опублікував список 100 найкращих американських фільмів за версією експертів галузі; до списку увійшли «Білосніжка і семеро гномів» (на 49 місці) та «Фантазія» (на 58 місці).
У лютому 1960 року Дісней отримав дві зірки на Голлівудській алеї слави: одну за кінофільми, іншу за роботу на телебаченні. Мікі Маус отримав власну зірку 1978 року, а Діснейленд — 2005 року. Діснея також включили до Залу слави телебачення (1986 рік) та Залу слави Каліфорнії (грудень 2006 року), він став першим власником зірки на Алеї зірок в Анагаймі (2014 рік) та членом першого класу Зали слави округу Оріндж (2023 рік).
Сімейний музей Волта Діснея зазначає: «Разом із членами свого персоналу [він] отримав понад 950 нагород і відзнак з усього світу». 1935 року Дісней став кавалером французького Ордену Почесного легіону, а 1952 року його відзначено найвищою мистецькою нагородою країни — офіцера Академії. Серед інших національних нагород творця: Орден Корони Таїланду (1960); Орден «За заслуги перед Федеративною Республікою Німеччина» (1956), бразильський Орден Південного Хреста (1941) та мексиканський Орден Ацтекського орла (1943). У США Діснея нагородили Президентською медаллю Свободи 14 вересня 1964 року, а 24 травня 1968 року — Золотою медаллю Конгресу (посмертно). Він отримав звання «Шоумен світу» від Національної асоціації власників театрів, а в 1955 році Національне Одюбонівське товариство нагородило Діснея своєю найвищою нагородою — медаллю Одюбона — за сприяння «вдячності та розумінню природи» через серію фільмів «Пригоди в реальному житті». Мала планета, відкрита 1980 року астрономом Людмилою Карачкіною, отримала назву 4017 Діснея. Також Волт Дісней був нагороджений почесними ступенями Гарвардського та Єльського університетів, а також університетів Південної Каліфорнії та Каліфорнії в Лос-Анджелесі.

### Нотатки
1. ↑  22 на конкурсній основі, 4 почесні
2. ↑  Прізвище англійською вимовляється як «Дісні»[4] або «Дізні» (МФА: [ˈdɪzni])[5].
3. ↑  1909 року під час перенумерації адресу об'єкта змінили на Норт-Тріпп-авеню, 2156 (англ. 2156 North Tripp Avenue)[6].
4. ↑  Дісней був нащадком француза Роберта д'Ізіньї, який підкорював Англію в складі армії Вільгельма Завойовника у 1066 році[9]. Родина англізувала[en] прізвище д'Ізіньї, перетворивши його на «Дісней» (Дісні), та оселилася в англійському селі, нині відомому як Нортон-Дісні[en] в Східному Мідленді[10].
5. ↑  Книга Едвіна Лутца «Мультфільми: Як вони зроблені, їх походження та розвиток» (1920) була єдиною в місцевій бібліотеці на цю тему; камеру він позичив у Коґера[33].
6. ↑  Перекладна анімація — техніка створення мультфільмів шляхом анімації об’єктів, вирізаних з паперу, іншого матеріалу або фотографій, і їхнього поступового фотографування. Мальована анімація — метод малювання або живопису на прозорих целулоїдних аркушах (cel), де кожен лист поступово змінює попередній[34].
7. ↑  2006 року дочірня компанія Walt Disney Company ESPN знову придбала права на кролика Освальда у NBCUniversal[55].
8. ↑  Існує кілька історій про походження героя. Біограф Діснея Боб Томас[en] зауважує, що «народження Мікі Мауса затьмарене легендами, більшу частину з яких створив сам Волт Дісней»[56].
9. ↑  Ім’ям «Мортімер Маус» названий залицяльник Мінні Маус у мультфільмі «Суперник Міккі[en]» 1936 року. Цього персонажа зобразили як «гумористичну карикатуру на гладкого міського піжона» з шикарною машиною, який не зміг переманити Мінні у більш домотканого Мікі[58][19].
10. ↑  1931 року його називали Міхаель Маус у Німеччині, Мішель Сурі у Франції, Міґель Ратоносіто або Міґель Перікоте в Іспанії та Мікі Кучі в Японії[67].
11. ↑  1,5 мільйона доларів у 1937 році дорівнюють 25 мільйонам у 2023 році; 6,5 мільйонів у 1939 році — 112 мільйонам у 2023 році[86].
12. ↑  Цитата: «Волту Діснею за мультфільм «Білосніжка і семеро гномів», визнаний видатним новаторством в області кіно, яке зачарувало мільйони та започаткувало нове, велике направлення в мультиплікації»[87].
13. ↑  Ця поїздка надихнула Діснея на створення двох робіт із поєднанням анімації та ігрової постановки — «Привіт, друзі!» (1942) і «Троє кабальєрів» (1945)[93][94].
14. ↑  4 мільйона доларів у 1944 році дорівнюють 69 мільйонам у 2025 році[86].
15. ↑  Це рішення було втілено в картинах «Зіграй мою музику», «Пісня Півдня» (обидва 1946), «Час мелодій» (1948) та «Так дорого моєму серцю[en]» (1949)[62].
16. ↑  2,2 і 8 мільйонів доларів у 1950 році дорівнюють 27 і 101 мільйонам у 2025 році відповідно[86].
17. ↑  Серед них: «Джонні Тремейн[en] (1957), «Старий Єллер[en]» (1957), «Тонка[en]» (1958), «Швейцарська родина Робінсонів[en]» (1960), «Полліанна[en]» (1960)[62].
18. ↑  «Дев'ятеро старих[en]» складалися з Еріка Ларсона[en], Вольфганга Райтермана[en], Леса Кларка[en], Мілта Каля[en], Ворда Кімболла[en], Марка Девіса[en], Оллі Джонстона[en], Френка Томаса[en] та Джона Лаунсбері[en][62].
19. ↑  Навіть повтори програми виявилися популярнішими за інші телешоу, за винятком «Я люблю Люсі»; до «Діснейленду» жодна програма ABC не входила в топ-25 найпопулярніших[121].
20. ↑  Цей епізод був номінований на премію «Оскар» в категорії «Найкращий документальний короткометражний фільм» на церемонії 1957 року[en][130].
21. ↑  Смерть Діснея в 1966 році та спротив захисників природи зупинили будівництво курорту[138].
22. ↑  Існує також міська легенда про замороження мультиплікатора в кріогенній камері[151]. Донька Діснея Діана пізніше заявила: «Чутки про те, що мій батько, Волт Дісней, хотів бути замороженим, абсолютно не відповідають дійсності»[152][153].
23. ↑  Одним із можливих винятків зі стабільних стосунків був період знімання фільму «Білосніжка і семеро гномів» (1937), коли стреси та негаразди, пов'язані з виробництвом, спричинили обговорення пари про розлучення[163].
24. ↑  Протягом восьми років від заміжжя і до народження Діани Ліліан мала два викидні; вона пережила ще один викидень незадовго до того, як сім'я удочерила Шерон[165].
25. ↑  Наприклад, у «Трьох поросятках» вовк приходить до дверей у костюмі єврейського торговця, а в «Будинку опери[en]» Мікі Маус одягається і танцює як єврей-хасид[204][205].
26. ↑  Інші єврейські співробітники — менеджер з виробництва Гаррі Тайтл і керівник відділу мерчандайзингу Кей Кемен[en], який одного разу пожартував, що в нью-йоркському офісі Disney «більше євреїв, ніж у Книзі Левит»[206].